# Ruthy Hebard
Ruthy Cecilia Hebard (ur. 28 kwietnia 1998 w Chicago) – amerykańska koszykarka występująca na pozycji rzucającej, obecnie zawodniczka Chicago Sky w WNBA.
Przez trzy lata z rzędu (2013–2015) była wybierana najlepszą zawodniczką szkół średnich stanu Alaska (Alaska Gatorade Player of the Year).

## Osiągnięcia
Stan na 17 czerwca 2022, na podstawie, o ile nie zaznaczono inaczej..

### NCAA
- Uczestniczka rozgrywek:
  - NCAA Final Four (2019)
  - Elite 8 turnieju NCAA (2017–2019)
- Mistrzyni:
  - turnieju konferencji Pac-12 (2018, 2020)
  - sezonu regularnego Pac-12 (2018–2020)
- Laureatka nagrody Katrina McClain Award (2018, 2020)
- Zaliczona do:
  - I składu:
    - All-American (2020 przez Associated Press, USBWA, WBCA, Woden Award)
    - Pac-12 (2017–2020)
    - turnieju Pac-12 (2020)
    - najlepszych pierwszorocznych zawodniczek Pac-12 (2017)

  - II składu Senior CLASS Award All-America (2020)
  - składu honorable mention All-American (2018 przez WBCA, AP, 2019 przez WBCA)
- Liderka wszech czasów:
  - Pac-12 w skuteczności rzutów z gry (65,1%)
  - Oregon Ducks w:
    - skuteczności rzutów z gry (65,1%)
    - liczbie celnych rzutów z gry (987)

### WNBA
- Mistrzyni WNBA (2021)
- Finalistka pucharu WNBA Commissioner's Cup (2022)[3]
- Liderka WNBA w skuteczności rzutów z gry (68,2% – 2020)[4]

### Inne
- Mistrzyni USA 3x3 (2018, 2019)

### Reprezentacja
Seniorek
- Mistrzyni igrzysk panamerykańskich (2019)

Młodzieżowe
- Mistrzyni Ameryki U–18 (2016)
- Wicemistrzyni świata U–19 (2017)